# Adobe Flash Catalyst
Adobe Flash Catalyst – program komputerowy, narzędzie do projektowania elementów interaktywnych. Pozwala bez pisania kodu przekształcać kompozycje opracowane w programach Photoshop, Illustrator i Fireworks w pełni interaktywną zawartość, co ułatwia korzystanie z platformy Adobe Flash. Gotowy plik zapisany w formacie SWF można importować do programu Adobe Flash Builder, w którym programista dodaje do niego funkcje oraz integruje go z serwerami i usługami.

## Charakterystyka
- Flash Catalyst umożliwia importowanie pliku do Photoshop, Illustrator, lub Fireworks z zachowaniem wszystkich ich funkcji.
- Tworzenie i edycja zachowań (obsługa zdarzeń myszy itp.) bez konieczności pisania kodu.
- Tworzenie animowanych przejść.
- Powrót do Photoshopa lub Illustratora w celu zmiany grafiki, przy jednoczesnym zachowaniu zachowań, animacji itp., które zostały utworzone w Catalyst.
- Współpraca z Flash Builder (dawniej „Flex Builder”), przy użyciu tego samego formatu projektu.

## Wersje programu
- Adobe Flash Catalyst CS5 (12 kwietnia 2010)

W dniu 23 kwietnia 2012 roku zakończono rozwój i sprzedaż oprogramowania.